# 妮婭·納奇
妮婭·納奇（英語：Nia Nacci，1998年12月10日—），美國女性色情演員及成人模特兒。現為 Hussie Models 旗下藝人。

## 簡歷
妮婭·納奇從小在美國奧克拉荷馬州塔爾薩長大，有六名兄弟姊妹，曾就讀洛杉磯洛約拉中學（Loyola High School），2017年畢業於加州州立大學長堤分校。同年9月左右，她與當時男朋友分手後認為自己可嘗試在色情行業裡發展，遂接受其提議和決定跟藝人管理公司 Hussie Models 簽約，全職成為色情演員及成人模特兒，而藝名則由經理人所改。
2018年，妮婭·納奇曾奪得《第10屆Urban X獎》（10th annual Urban X Awards）「最佳乳房獎」，翌年分別獲提名《XBIZ獎2019》（2019 XBIZ Awards）與《第36屆AVN獎》（34th AVN Award）的「最佳新人獎」。

## 曾獲獎項與提名
| 年份   | 獎項                                                        | 結果 |
| 2018年 | 第10屆Urban X獎（10th annual Urban X Awards）「最佳乳房獎」 | 獲獎 |
| 2019年 | XBIZ獎2019（2019 XBIZ Awards）「最佳新人獎」                | 提名 |
| 2019年 | 第36屆AVN獎（36th AVN Award）「最佳新人獎」                 | 提名 |

## 外部連結
- 妮婭·納奇的X（前Twitter）（英文）
- 妮婭·納奇的Facebook專頁（英文）
- 妮婭·納奇的Instagram帳戶（英文）
- Nia Nacci - FanCentro（页面存档备份，存于）（英文）
- Nia Nacci在互联网电影资料库（IMDb）上的資料（英文）